# 16 Camelopardalis
16 Camelopardalis (16 Cam) es una estrella situada en la constelación de Camelopardalis, la jirafa.
Tiene magnitud aparente +5,25 y se encuentra a 336 años luz del sistema solar.

## Características
16 Camelopardalis es una estrella blanca de la secuencia principal de tipo espectral A0Vne.
Semejante a Phecda (γ Ursae Majoris), pero cuatro veces más alejada que ésta, su temperatura efectiva es de 9750 K.
Es 97 veces más luminosa que el Sol.
Su diámetro es 3,3 veces más grande que el diámetro solar y gira sobre sí misma con una velocidad de rotación igual o mayor de 217 km/s.
Tiene una masa 2,5 veces mayor que la masa solar.
Su edad estimada es de 400 millones de años, habiendo transcurrido ya el 82% de su vida como estrella de la secuencia principal.

## Compañera estelar y disco de polvo
16 Camelopardalis tiene una compañera estelar cuyo brillo es 4,3 magnitudes inferior al de la estrella principal.
Inicialmente detectada por emisión de rayos X —las estrellas cuyo tipo espectral está comprendido entre A7 y B6 en principio no deberían emitir rayos X—, está visualmente separada de ella 0,29 segundos de arco.
Por otra parte, la correlación entre las fuentes del catálogo Hipparcos y las del satélite IRAS sugieren la presencia de un disco circunestelar de polvo alrededor de 16 Camelopardalis, lo que implicaría la existencia de planetesimales o exoplanetas. La masa de este disco sería unas 2,1 veces mayor que la masa terrestre.